# 84 Dywizja Piechoty (Imperium Rosyjskie)
84 Dywizja Piechoty (ros. 84-я пех. дивизия) – rezerwowa dywizja piechoty Imperium Rosyjskiego, okresu działań zbrojnych I wojny światowej.
Powstała z 49 Dywizji Piechoty z Permu (24 Korpus Armijny, 8 Armia).

## Struktura organizacyjna
Lipiec 1914:
- dowództwo dywizji
- 333 Głazowski pułk piechoty
- 334 Irbicki pułk piechoty
- 335 Anapski pułk piechoty
- 336 Czelabiński pułk piechoty